# عاری از ستم

خرگوشِ جهنده: نمادِ محصولاتِ عاری از ستم.

عاری از ستم عبارت عامی است که به کلیه فعالیت‌های فاقد ستم اشاره دارد. این عبارت، غالباً توسط جنبش‌های حقوق حیوانات به منظور اشاره به محصولاتی به کار می‌رود که فاقد هر گونه موادِ حیوانی بوده یا در طی ساخت آن‌ها حیوانی مورد ستم واقع نشده‌است.
در سال ۲۰۱۲ اتحادیه بریتانیایی برای از میان برداشتن زنده شکافی به منظور تشکیل یک نهاد جدید جهت مبارزه با آزمایش لوازم آرایشی بر روی حیوانات، به جامعه نوین ضد زنده شکافی انگلستان پیوست. ریکی جرویس از حامیان این گروه است. تشکیلات مزبور، محصولاتِ عاری از ستم بر روی حیوانات را با نشان یک خرگوشِ در حالِ پرش به بازار عرضه می‌نماید.